# Stutögat (Rölanda socken, Dalsland)
Stutögat är en sjö i Dals-Eds kommun i Dalsland och ingår i Örekilsälvens huvudavrinningsområde.